# Saint-Vincent, Haute-Garonne
Saint-Vincent är en kommun i departementet Haute-Garonne i regionen Occitanien i södra Frankrike. Kommunen ligger i kantonen Villefranche-de-Lauragais som tillhör arrondissementet Toulouse. År 2022 hade Saint-Vincent 213 invånare.

## Befolkningsutveckling
Antalet invånare i kommunen Saint-Vincent
Referens:INSEE